# 페라타 제6군단

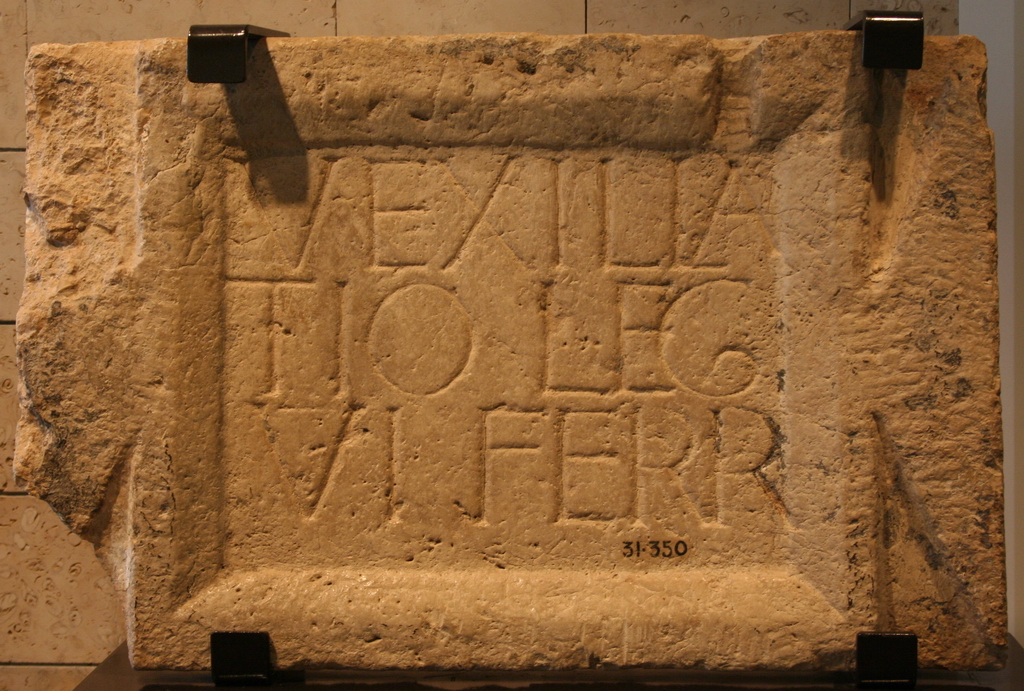
군단 금석비문: "VEXILLA TIO LEG VI FERR" ("페라타 제6군단 분견대") 이스라엘 하이파 해흐트 박물관

페라타 제6군단 (Legio sexta ferrata, "철갑의 제6군단")은 제정 시기 로마군의 군단 중 하나이다. 기원전 30년에 아우구스투스 황제의 상비군의 일부가 되었고 4세기까지 활동했다. 제6군단은 기원전 40년대와 30년대 로마 공화정 내전 기간에 참전했다. 유대 속주를 방범하기 위해 보내져, 두 세기 간 주둔했다.
제6군단은 피델리스 콘스탄스(Fidelis Constans)라는 이름으로도 알려져 있는데, "충성과 변치 않음"을 의미한다. 이 칭호를 언제 수여받았는지는 확실치 않으나 일부 사료들은 1세기 때부터일지 모른다고 나타낸다. 군단의 상징은 황소이며, 로물루스와 레무스가 같이 있는 어미 늑대도 상징으로 쓰였다.

## 역사

### 카이사르 시기
기원전 52년 카이사르가 갈리아 키살피나 지역에서 모집한 제6군단은 카이사르가 총독이던 기간에 그의 휘하에서 활동했고, 기원전 51년에 카빌로눔 (샬롱쉬르손)에 주둔하기 전에는 알레시아 공방전에도 참여했으며, 그 후에는 기원전 50년 케나붐 (오를레앙)의 카르누테스족의 반란을 진압했다. 기원전 49년에는 내전 때문에 스페인으로 이동했고, 스페인의 레리다 지역에서 전투를 치른 후에 “히스파니엔시스”라는 칭호를 얻었다.
기원전 48년 파르살루스 전투에서 제6군단이 활약하는 걸 본, 율리우스 카이사르는 클레오파트라와 이집트의 분쟁을 해결하기 위해 제6군단을 알렉산드리아로 데려갔다. 알렉산드리아가 포위되었고, 6군단은 많은 피해를 입었는데, 거의 전체 병력 3분의 2를 잃었다. 카이사르는 마침내 페르가몬의 미트리다테스의 지원군이 도착하고 나서야 마침내 승리를 거뒀다.
카이사르는 "베테랑 6군단" 시리아와 폰토스에 데려갔다.
"카이사르가 폰토스에 도착했을 때, 그는 모든 병력들을 한 곳에 모았다. 그들은 알렉산드리아에서 그가 데려온 베테랑 6군단을 제외하면, 숫자나 경험에서 특출나지 않았는데, 이건 부분적으로 행진과 항해의 어려움 및 잦은 전쟁 참여로 인한 고난과 역경을 겪었기 때문이고 병력 숫자도 감소하여, 1,000명도 안되는 숫자를 포함한 인원이었다..."
6군단은 기원전 48년과 47년에 폰토스에서 카이사르 휘하로 복무했다. 복무 기간에 젤라 전투에 참전해 승리를 거뒀다.
"우리의 승리 근원은 베테랑 6군단이 배치된 우측 날개에서 충돌한, 격렬하고 치열한 백병전에 있었다.".
"카이사르는 많은 전투들에서 승리를 겪었음에도, 이 전투의 승리를 꽤나 기뻐했다. 그는 커다란 전쟁을 놀랄 만큼 빠르게 종료해냈다... 그는 제6군단에 그들의 보상과 영예를 받으러 이탈리아로 복귀하라 명했다..."
기원전 46년에 스키피오를 상대로 한 카이사르의 아프리카 전쟁기 동안에, 제6군단은 카이사르 편에 서기 위해 스키피오군에서 이탈했고 카이사르를 위해 싸웠다.

### 마르쿠스 안토니우스 시기
문다 전투 이후 6군단은 기원전 45년에 해체됐고, 아렐라테 (아를)에 식민 도시를 세웠으나, 다음 해 (기원전 44년)에 레피두스가 재창단하였고 그 후에 마르쿠스 안토니우스에게 넘겨진다. 필리피의 연속된 전투에서 공화파 장군들인 카시우스와 브루투스의 패배와 그 후 마르쿠스 안토니오스 그리고 카이사르의 조카이자 후계자인 옥타비아누스 간의 권력 분열이 일어난 후, 기원전 41년에 베네벤툼에 퇴역 병사들의 식민 도시가 다시 세워졌고, 페라타 제6군단의 남은 병사들은 마르쿠스 안토니우스라 유다이아 방범을 위해 동방으로 데려갔다. 안토니우스가 맡을 시절에, 군단병이 12,000명이 넘고 지휘 장교도 300명이 넘을 것이라 추정된다.

### 마르쿠스 안토니우스와 옥타비아누스 시기 두 개의 군단
또다른 6군단인, 빅트릭스 제6군단이 기원전 41년 페루시아에서 분명히 나타나며, 문제를 일으키는데, 공식 페라타 제6군단은 이 당시에 마르쿠스 안토니우스와 동방에 있었기 때문이다:
"옥타비아누스는 안토니우스가 이미 사용하는 군단 번호를 복제하는 걸 주저하지 않았다. 안토니우스는 알라우다이 제5군단, 페라타 제6군단, 에퀘스트리스 제10군단을 지니고 있었다. 얼마 안 되어 우리는 옥타비아누스의 군대가 제5군단 (이후에 마케도니카), 제6군단 (이후에 빅트릭스), 제10군단 (곧 프레텐시스가 되는)을 뽐내는 걸 알 수 있다. 이 5군단, 10군단, 덜 분명한 6군단은 보통 카이사르가 창설했다는 것을 나타내는 황소 상징물을 가진 채로 만들어졌지만, 이 군단 번호들을 지닌 진정한 카이사르의 군단들 (알라우다이, 페라타, 에퀘스트리스)은 안토니우스에게 있었다."
그리하여 옥타비아누스는 페루시아에서 사용된 그의 6군단의 중추를 형성하기 위해서 당시 베네벤툼에 있던 카이사르의 6군단 베테랑들을 사용한 것으로 보인다.
이후에 페라타 제6군단은 기원전 36년 안토니우스의 파르티아 전쟁에 참여했다.
안토니우스와 옥타비아누스 간의 내전 기간에 페라타 5군단과 빅트릭스 5군단이 기원전 31년 악티움 해전에서 상대편으로 마주치게
되었고, 페라타 5군단은 옥타비아누스의 군대에 막심한 피해를 입었다. 전투 이후에, 페라타의 또다른 퇴역병들의 식민 도시가 일리리쿰의 빌리스에서 만들어졌고, 아마 다른 군단 출신 병사도 있었을 것이며, 페라타의 잔류 병력들은 시리아/유다이아에서 주둔하도록 이동되었고, 빅트릭스 5군단은 스페인으로 보내졌다.

### 유다이아와 팔라이스티나
서기 54년부터 68년까지 페라타 제6군단은 파르티아에 맞서 아르메니아의 아르탁사타와 티그라노케르타에서 그나이우스 도미티우스 코르불로 휘하로 복무했다. 69년에 제6군단은 유다이아로 복귀하여 유대 전쟁 (66-73년)에 참전했다. 유대 전쟁이 끝나자, 6군단은 네로 사후 일시적인 내전 기간에 비텔리우스의 군대에 대한 무키아누스의 승리에 기여했다.
106년에 6군단의 벡실라티오가 다키아를 상대로 한 최후의 전투에 참전했다 (사르미세게투사 전투 보기). 군단의 핵심 인원들이 아울루스 코르넬리우스 팔마 프론토니아누스 휘하의 나바티아의 보스트라에 배치되었을 수 있다. 바르 코크바의 난 이후 138년에, 6군단은 시리아 팔라이스티나 속주 지역의 고대 카파르코트나(Caparcotna)와 오늘날의 라지윤 인근에 팔레스타인 지역을 가로지르는 마리스 가도에 있는 전략 지점인 레기오라고 알려진 주둔지에서 주둔했다. 안토니누스 피우스 재위 때 아프리카에 잠시 파견되기도 했다. 서기 150년에 6군단은 시리아 팔라이스티나로 다시 파견됐고, 페라타 제6군단에 헌정한 것이 발견된 한 비문은 이들이 215년에도 있었다는 것을 나타낸다. 카이사리아 마리티마에서 발견된 필리푸스 아라브스의 주화는 244년경에 6군단이 여전히 존재했음을 말해준다.
디오클레티아누스 시기에, 팔라이스티나 테르티아 지역이 되는 지역을 방어하기 위하여 리메스 아라비쿠스 남쪽에 아드루 (요르단 우드루) 주둔지로 이동됐을지 모른다. 6군단은 노티티아 디그니툼에 등장하지 않으며 395년 이전에 해산된 걸로 보인다.

## 확인된 인원
| 성명                                            | 계급        | 시기               | 속주                | 출처                            |
| ----------------------------------------------- | ----------- | ------------------ | ------------------- | ------------------------------- |
| 루키우스 아르토리우스 카스투스                  | 켄투리오    | 2세기              | 시리아 팔라이스티나 | 《CIL》 III, 1919               |
| 퀸투스 글리티우스 아틸리우스 아그리콜라         | 레가투스    | 80년경             |                     | 《CIL》 V, 6974,《CIL》 V, 6975 |
| 루키우스 도미티우스 아폴리나리우스              | 레가투스    | 87-91년            | 시리아              | IGR III.558 = TAM II.569        |
| 가이우스 율리우스 프로쿨루스                    | 레가투스    | 104/106년          | 시리아              | 《CIL》 X, 6658                 |
| 가이우스 브루티우스 프라이센스                  | 레가투스    | 114/115년          |                     |                                 |
| 마르쿠스 플라비우스 포스투무스                  | 레가투스    | 145년과 161년 사이 | 시리아 팔라이스티나 | 《CIL》 VIII, 7044              |
| 퀸투스 안티스티우스 아드벤투스                  | 레가투스    | ?159-?162년        | 시리아 팔라이스티나 |                                 |
| 티베리우스 클라우디우스 수바티아누스 프로쿨루스 | 레가투스    | 206년경            | 시리아 팔라이스티나 | AE 1911, 107 = ILS 9488         |
| 파쿠비우스                                      | 군사 호민관 | 19년경             | 시리아              | 타키투스, Annales, ii.79        |

## 유산
제6군단의 주둔지 위치와 연관된, 라윤 'Lajjun'이라는 명칭은 라틴어로 군단을 뜻하는 'Legio'에서 전래됐다. 오스만 시대에 라윤에 세워진 칸은 "칸 알-라윤"이라 알려졌으며, 라윤이라는 이름의 팔레스타인 마을도 거주민들이 사라진 1947-49년에 벌어진 아랍-이스라엘 전쟁 때까지 존재했다.

## 고고학

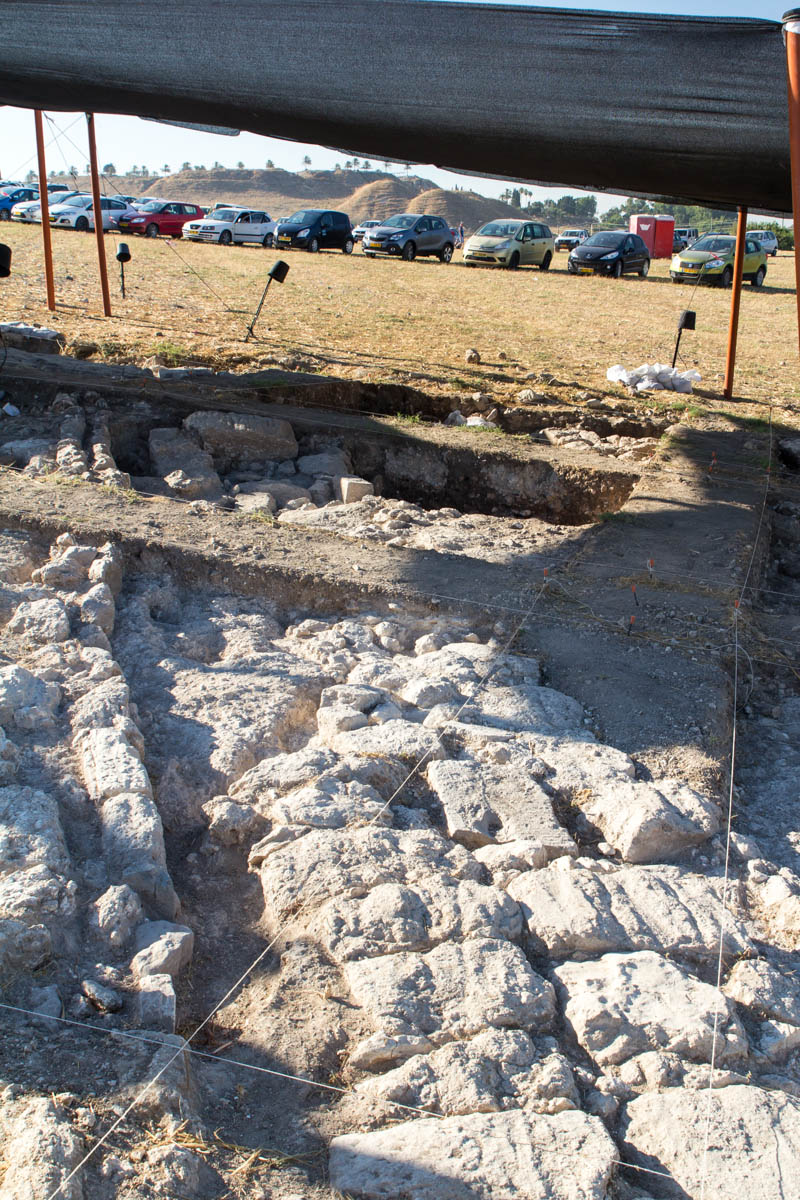
2015년 7월 메기도 교차로 인근 6군단 카스트라 발굴지.

20세기까지, 6군단의 카스트라 (영구 군사 기지로서의 “주둔지”)에 대한 정확한 위치가 확인되지 못했으나 문헌 자료에선 카이사리아 마리티마에서 베트셰안에 이르는 도로를 따라, 므깃도에 인접한 이스르엘 계곡에 있다고 하였다. 이스라엘의 고고학자 요탐 테페르가 실시한 조사에서 이스르엘 내 주화들과 6군단의 이름이 새겨진 기와들을 포함한 로마 유적지를 확인하였다. 2010년과 2011년에, 테페르는 Jezreel Valley Regional Project와 the Center for Research and Archaeology of the Southern Levant와 협력했다. 함께 Jessie A. Pincus와 Timothy DeSmet는 이즈르엘 계곡에 지하투과레이더와 전자 탐사를 실시했고 고고학적 해석을 첨부하여 그 결과를 발표했다. 두 조사 결과를 갖고, 조사단은 2013년에 발굴을 위한 최적의 장소를 결정했다. 그리하여 2013년에, 조사단은 페라타 제6군단의 주둔지를 발굴했고, 방어용 토루, 성벽, 병영 시설, 6군단의 이릅이 새겨진 기와, 동전, 미늘 갑옷의 조각 들을 찾아냈다.

## 같이 보기
- 로마 군단 목록
- 이스라엘의 고고학